# Jacques Dalloz
Pour les articles homonymes, voir Dalloz (homonymie).
Jacques Dalloz (né le 26 septembre 1943 aux Planches-en-Montagne et mort le 21 juillet 2005 à Paris 15e,) est un historien et professeur agrégé (en classes préparatoires aux grandes écoles) français. Il a notamment exercé au Prytanée national militaire de La Flèche où il fait la connaissance de l'homme politique Joël Le Theule.

## Publications
- Histoire de la France au XXe siècle par les textes, Paris : Masson, 1985
- La Guerre d'Indochine : 1945-1954, Paris : Le Seuil, 1987
- Textes sur la décolonisation, Presses Universitaires de France, coll. Que-Sais-Je, 1989.
- Textes de politique étrangère de la France, Presses Universitaires de France, coll. Que-Sais-Je, 1989.
- Dien Bien Phu, Paris : La Documentation française, 1991
- La France de la Libération : 1944-1946, Paris : Presses universitaires de France, 1983 ; 2e éd. mise à jour, Presses universitaires de France, 1991
- La création de l'État d'Israël : vue par la presse française, Paris : La Documentation française, 1993
- Georges Bidault, biographie politique, Paris : L'Harmattan, 1993
- La IVe République, Paris : Le Seuil, 1996
- Chronologie de la France depuis 1944, Paris : Le Seuil, 1997
- La France et le monde depuis 1945, Paris : Armand Colin, 1993 ; 2e éd., A. Colin, 2002
- Francs-maçons d'Indochine, 1868-1975, Éd. maçonniques de France, 2002
- Dictionnaire de la guerre d'Indochine 1945-1954, A. Colin, 2006 ; avec la collaboration de Bernard Droz

## Articles
- L'Histoire, n° 138, novembre 1990, « Cao Bang, la première défaite française en Indochine ».

- L'Histoire n° 153, mars 1992, « La France a-t-elle voulu la naissance d'Israël ?  »
- Historia, mars 1992, « Dien Bien Phu : la victoire de l'Est sur l'Ouest ».

- L'Information historique, 1993, volume 55, 4-5, « De Gaulle et l'Afrique française 1958-1969 ».

- Historiens et Géographes n° 348, mai-juin 1995, « Le Gouvernement provisoire de la République française : problèmes et ambitions après le 8 mai 1945 ».

- Revue d'Histoire Moderne et Contemporaine, tome 43, janvier-mars 1996, « L'opposition M.R.P. à la guerre d'Indochine  ».

- Les Cahiers de l'Institut d'Histoire du Temps Présent, n° 34, juillet 1996, « Le M.R.P. et la guerre d'Indochine  ».

- L'Histoire, n° 203, octobre 1996, « Pourquoi la France a perdu la guerre », « De Gaulle, Leclerc et d'Argenlieu ».

- Vingtième Siècle, revue d'histoire, n° 53, janvier-mars 1997, « Alain Savary, un socialiste face à la guerre d'Indochine ».

- Approches-Asie, n° 14, 1997, « La SFIO d'Indochine, 1945-1954  ».
- L'Espolette, n° 84, octobre-décembre 1997, « Israël 1917, 1947, 1967 ».

- Revue française d'Histoire d'Outre-mer, 3e trimestre 1998, « Les Vietnamiens dans la franc-maçonnerie coloniale  ».
- Guerres mondiales et conflits contemporains, n° 192, décembre 1998, « Indochine, 1945-1947. Leclerc face à d'Argenlieu ».
- Chroniques d'histoire maçonnique, n° 49, 1998, « Pham Quynh, homme politique et maçon ».

- Colloque L'année 1947, Presses de Sciences-Po, 2000, « Le début de indochinois ».